# 섹사르드
섹사르드(헝가리어: Szekszárd, 크로아티아어: Seksar 섹사르)는 헝가리 남부에 위치한 도시로 톨너 주의 주도이며 면적은 148.40km2, 인구는 49,850명(2011년 기준), 인구 밀도는 334.35명/km2이다. 헝가리에서 인구가 가장 적은 주도이며 터터바녀에 이어 두 번째로 면적이 가장 작은 주도이다.

## 자매 도시
- 세르비아 베체이
- 프랑스 브종
- 독일 비티히하임비싱겐
- 루마니아 퍼게트
- 루마니아 루고지
- 이탈리아 라벤나
- 핀란드 토르니오
- 벨기에 바레험